# Cytisus kovacevii
Cytisus kovacevii är en ärtväxtart som beskrevs av Josef Velenovský. Cytisus kovacevii ingår i släktet kvastginster, och familjen ärtväxter. Inga underarter finns listade i Catalogue of Life.